# مایکل اسکات دورن
مایکل اسکات دورِن (به انگلیسی: Michael Scott Doran) (زاده ۲۵ آوریل ۱۹۶۲) تحلیلگر آمریکایی سیاست بین‌الملل خاورمیانه است. وی عضو ارشد مؤسسه هادسن است. او قبلاً یکی از اعضای ارشد مرکز سابان برای سیاست خاورمیانه در مؤسسه بروکینگز بود. او استاد مدعو در دانشکده خدمات عمومی رابرت اف واگنر در دانشگاه نیویورک بوده است. قبل از آن استادیار مطالعات خاور نزدیک در دانشگاه پرینستون بود و در دانشگاه فلوریدا مرکزی تدریس می‌کرد. دورِن به شورای امنیت ملی ایالات متحده آمریکا منصوب شد و همچنین معاون دستیار وزیر در امور دیپلماسی عمومی در وزارت دفاع ایالات متحده در دولت جرج دابلیو. بوش بود. 
او در مقاله فارن افرز با عنوان «جنگ داخلی شخص دیگری» استدلال کرد که حملات ۱۱ سپتامبر بخشی از درگیری مذهبی در جهان اسلام بود. دورِن گفت که بن لادن، با امید به اینکه انتقام‌جویی ایالات متحده، مؤمنان را علیه غرب متحد کند، در صدد برانگیختن انقلاب در کشورهای عرب و جاهای دیگر بود. این تحلیلگر استدلال کرد که جنگ با آمریکا هرگز نتیجه آن نبود، بلکه تنها وسیله‌ای برای ترویج اسلام رادیکال بود. دورِن از حمله به عراق حمایت کرد.

## تحصیلات
او در دانشگاه استنفورد تحصیل کرد و در سال ۱۹۸۴ با مدرک کارشناسی تاریخ فارغ‌التحصیل شد. دورِن سپس دکترای خود را در مطالعات خاور نزدیک از دانشگاه پرینستون در سال ۱۹۹۷ دریافت کرد. مشاور دکترای او ال. کارل براون بود.

## حرفه
دورِن عضو ارشد مؤسسه هادسن است، که در سال ۲۰۱۴ به آن پیوست. قبل از آن، او عضو ارشد مرکز سابان برای سیاست خاورمیانه در مؤسسه بروکینگز بود. پیش از این، او یک استاد مدعو در دانشکده تحصیلات تکمیلی رابرت اف واگنر برای خدمات عمومی دانشگاه نیویورک بود . او قبل از بازگشت به دانشگاه، در آوریل ۲۰۰۷ پس از اینکه مدیر ارشد امور خاور نزدیک و شمال آفریقا در شورای امنیت ملی از سال ۲۰۰۵ تا ۲۰۰۷ بود، به عنوان معاون دستیار وزیر در امور دیپلماسی عمومی در وزارت دفاع ایالات متحده منصوب شد. حرفه تدریس او در دانشگاه فلوریدای مرکزی آغاز شد و بعداً به عنوان استادیار به گروه مطالعات خاور نزدیک در دانشگاه پرینستون پیوست تا اینکه به دولت جورج دبلیو بوش منصوب شد.
او به عنوان همکار ارشد در شورای روابط خارجی خدمت کرده‌است و یک محقق با استراتژی خاورمیانه در پروژه هاروارد (MESH) برنامه مطالعات امنیت ملی در دانشگاه هاروارد است. او منتقد مکرر کتاب واشینگتن پست است.
دورِن به حمایت از اسرائیل، ترکیه و آذربایجان معروف است. او از مواضع آذربایجان در مناقشه قره باغ حمایت کرده و آن را متحدی مهم علیه ایران می‌داند.
دورِن از نحوه خروج آمریکا از افغانستان در سال ۲۰۲۱ انتقاد کرد.

## کتاب‌ها
- پان عربیسم قبل از ناصر: سیاست قدرت مصر و مسئله فلسطین. ۱۹۹۹. انتشارات دانشگاه آکسفورد. شابک ‎۰۱۹۵۱۶۰۰۸۸.
- «شروع آنچه کارتر بدهکار است». در میراث صهیونیستی مناخیم بگین. ۲۰۱۵. ناشران کورن. شابک ‎۹۷۸−۱۵۹۲۶۴۴۱۵۵.
- قمار آیک: افزایش تسلط آمریکا در خاورمیانه. ۲۰۱۶. مطبوعات آزاد. شابک ‎۹۷۸−۱۴۵۱۶۹۷۷۵۹.